# Grupa przyłączeniowa
Grupa przyłączeniowa – grupa podmiotów przyłączanych do sieci elektroenergetycznej. Odbiorcy energii elektrycznej zaliczani są do poszczególnych grup. Podział na grupy przyłączeniowe uzależniony jest od sieci, do której bezpośrednio są przyłączane urządzenia, instalacje i sieci, podmiotu ubiegającego się o przyłączenie oraz mocy przyłączeniowej i zabezpieczenia przedlicznikowego.
- grupa I – podmioty przyłączane bezpośrednio do sieci przesyłowej.
- grupa II – podmioty przyłączane bezpośrednio do sieci rozdzielczej, o napięciu znamionowym 110 kV, oraz podmioty przyłączane do sieci rozdzielczej, które wymagają dostaw energii elektrycznej o parametrach innych niż standardowe, albo podmioty posiadające własne jednostki wytwórcze współpracujące z siecią.
- grupa III – podmioty przyłączane bezpośrednio do sieci rozdzielczej o napięciu znamionowym wyższym niż 1 kV, lecz niższym niż 110 kV.
- grupa IV – podmioty przyłączane bezpośrednio do sieci rozdzielczej o napięciu znamionowym nie wyższym niż 1 kV oraz o mocy przyłączeniowej większej niż 40 kW lub prądzie znamionowym zabezpieczenia przedlicznikowego w torze prądowym większym niż 63 A.
- grupa V – podmioty przyłączane bezpośrednio do sieci rozdzielczej, o napięciu znamionowym nie wyższym niż 1 kV oraz mocy przyłączeniowej nie większej niż 40 kW i prądzie znamionowym zabezpieczenia przedlicznikowego nie większym niż 63 A,
- grupa VI – podmioty przyłączane do sieci poprzez tymczasowe przyłączenie, które będzie, na zasadach określonych w umowie, zastąpione przyłączeniem docelowym, lub podmioty przyłączone do sieci na czas określony, lecz nie dłuższy niż rok.

Odbiorcy energii elektrycznej z terenów wiejskich i miejskich, przyłączeni na stałe i o standardowych parametrach dostawy są zakwalifikowani są do V grupy przyłączeniowej. Do V i IV grupy przyłączeniowej kwalifikuje się większość drobnego przemysłu, handel i usługi.
Zaszeregowanie obiektu budowlanego do odpowiedniej grupy przyłączeniowej dotyczy całego obiektu budowlanego, który to nie może podlegać podziałowi na poszczególnych odbiorców indywidualnych. Dotyczy to w szczególności takich podmiotów jak na przykład wspólnoty mieszkaniowe, spółdzielnie mieszkaniowe itp., gdzie często dochodzi do nieprawidłowej interpretacji przepisów. Obiekty takie zaliczane są do IV lub V grupy przyłączeniowej bez względu na indywidualne rozliczanie się mieszkańców za energię elektryczną z dostawcą energii.